# Dichorragia niasicus
Dichorragia niasicus är en fjärilsart som beskrevs av Hans Fruhstorfer 1909. Dichorragia niasicus ingår i släktet Dichorragia och familjen praktfjärilar. Inga underarter finns listade i Catalogue of Life.